# 今井和子 (保育者)
今井 和子（いまい かずこ、1944年4月22日 - ）は、日本の保育士。

## 人物・来歴
静岡県生まれ。東京都立高等保母学院卒、川崎市立三田保育園、世田谷区立砧保育園、川崎市立宮崎保育園、子どもの文化研究所、十文字学園女子短期大学講師、東京成徳短期大学教授、東京成徳大学子ども学部教授、立教女学院短期大学教授（2010年退職）。
20数年間、東京都と神奈川県の公立保育園で保育士として勤務。「子どもとことば研究会」代表。全国の保育者研修会で、講演などを行っている。

## 著書
- 『ことばの中の子どもたち 幼児のことばの世界を探る』童心社 子どもの文化双書 1986
- 『自我の育ちと探索活動 3歳までのあそびと保育』ひとなる書房 1990
- 『なぜごっこ遊び? 幼児の自己世界のめばえとイメージの育ち』フレーベル館 1992
- 『あいうえおってどんなかお』アリス館 うたあそびえほん 1994
- 『保育に生かす記録の書き方』ひとなる書房 1994
- 『ぬっくりもっくりいくうちに』アリス館 うたあそびえほん 1995
- 『子どもとことばの世界 実践から捉えた乳幼児のことばと自我の育ち』ミネルヴァ書房 発達選書 1996
- 『0・1・2歳児の心の育ちと保育』小学館 1998
- 『保育実践・言葉と文字の教育 表現する楽しさを育てる』小学館 2000

### 共編著
- 『集団ってなんだろう 人とのかかわりを育くむ保育実践』森上史朗共編著 ミネルヴァ書房 1992
- 『子ども理解のポイント』柴崎正行共編著 フレーベル館 保育者研修シリーズ 1995
- 『私の中の子どもと詩』編著 アイ企画 1995
- 『おひしゃまだっこしてきたの』村田道子共編 アリス館 1996
- 『ことばに探る心の不思議 子どもの育ちとことば』汐見稔幸,村田道子共編 ひとなる書房 1996
- 『家庭との連携と子育て支援 カウンセリングマインドを生かして』新澤誠治共著 ミネルヴァ書房 2000
- 『保育の計画・作成と展開』改訂新版 鶴田一女,増田まゆみ共著　フレーベル館　2002
- 『「わたしの世界」から「わたしたちの世界」へ 葛藤を通した子どもたちの育ち』神長美津子共著　フレーベル館　21世紀保育ブックス 2003
- 『今求められる質の高い乳児保育の実践と子育て支援』榊原洋一共編著　ミネルヴァ書房　2006
- 『自己肯定感の育て方 ほめる、叱る、言葉をかける』波多野ミキ,堀内節子共著 ほんの木編　ほんの木 (発売)子どもたちの幸せな未来ブックス 2007
- 『保育を変える記録の書き方評価のしかた』編著　ひとなる書房　2009
- 『独自性を活かした保育課程に基づく指導計画 その実践・評価』天野珠路,大方美香共編著 ミネルヴァ書房 2010
- 『遊びこそ豊かな学び 乳幼児期に育つ感動する心と、考え・表現する力』編著 福井市公私立保育園保育研究会著 ひとなる書房 2013

## 参考
- 『現代日本人名録』2002年
- [ISBN 978-4-623-05786-3]